# 新・平家物語 義仲をめぐる三人の女
『新・平家物語 義仲をめぐる三人の女』（しん・へいけものかたり よしなかをめぐるさんにんのおんな）は、1956年（昭和31年）1月15日公開の日本映画。大映製作・配給。監督は衣笠貞之助、主演は長谷川一夫。カラー、スタンダード、121分。
吉川英治の小説『新・平家物語』を映画化した3部作の第2作で、前作『新・平家物語』が平清盛の青年期を描いたのに対し、本作では木曾義仲を中心に描いており、義仲の妻巴・女兵山吹・敵方の姫冬姫とのエピソードを交えている。

## キャスト
- 木曾次郎義仲：長谷川一夫
- 巴：京マチ子
- 山吹：山本富士子
- 冬姫：高峰秀子
- 太夫坊覚明：大河内傳次郎
- 樋口次郎兼光：黒川弥太郎
- 松殿基房：柳永二郎（松竹）
- 新宮十郎行家：進藤英太郎（東映）
- 斎藤別当実盛：志村喬（東宝）
- 西浦七郎：夏目俊二
- 今井四郎兼平：細川俊夫（新東宝）
- 根ノ井小弥太：山路義人（松竹）
- 石田為久：羅門光三郎
- 和田小太郎義盛：見明凡太朗
- 寝覚の蔵人：高堂國典（東宝）
- 忍：三田登喜子
- 巴の付人：高橋豊子（松竹）
- 平頼盛：香川良介
- 弥兵衛宗清：荒木忍
- 保料次郎：富田仲次郎
- 猫間中納言：十朱久雄
- 老公卿：小川虎之助
- 楯の親忠：春本富士夫
- 義仲の幕僚晴定：清水元
- 平維盛：南條新太郎
- 皇后宮亮経正：南部彰三
- 越中次郎盛嗣：水原浩一
- 木曾の兵：光岡龍三郎
- 淡路守晴房：寺島貢
- 山伏：尾上栄五郎、天野一郎
- 判官知康：原聖四郎
- 堀の喜三太：伊達三郎
- 清水冠者義高：滝口マサオ
- 公卿の姫：中村玉緒
- 楢：橘公子
- ：杉山昌三九
- ：大美輝子
- ：小松みどり
- ：葉山富之輔

## スタッフ
- 監督：衣笠貞之助
- 原作：吉川英治『新・平家物語』
- 脚本：成沢昌茂、辻久一、衣笠貞之助
- 製作：永田雅一
- 企画：川口松太郎、松山英夫
- 撮影：杉山公平
- 音楽：斎藤一郎
- 美術：柴田篤二
- 照明：岡本健一
- 録音：海原幸夫
- 編集：菅沼完二
- 監督補助：三隅研次
- 撮影助手：森田富士郎
- 按舞：伊藤道郎

## 受賞歴
- 第11回毎日映画コンクール 録音賞